# Schizomavella hondti
Schizomavella hondti is een mosdiertjessoort uit de familie van de Bitectiporidae. De wetenschappelijke naam van de soort is voor het eerst geldig gepubliceerd in 1996 door Reverter-Gil & Fernandez-Pulpeiro.